# Femme au chat
Femme au chat est un tableau réalisé par le peintre français Auguste Renoir vers 1875. De format vertical, cette huile sur toile est le portrait d'une jeune femme tenant un chat dans ses bras, alors qu'elle est assise dans un intérieur fleuri. Passée entre les mains d'Ernest Hoschedé,
l'œuvre est conservée depuis 1950 à la National Gallery of Art, à Washington, aux États-Unis.